# 枷
| ウィキペディアには「枷」という見出しの百科事典記事はありません（タイトルに「枷」を含むページの一覧/「枷」で始まるページの一覧）。 代わりにウィクショナリーのページ「かせ#名詞：枷」が役に立つかもしれません。 |